# IC 2060
IC 2060 ist eine elliptische Galaxie vom Hubble-Typ E/S0 im Sternbild Reticulum am Südsternhimmel. Sie ist schätzungsweise 289 Millionen Lichtjahre von der Milchstraße entfernt und hat einen Durchmesser von etwa 130.000 Lichtjahren.

Im selben Himmelsareal befinden sich u. a. die Galaxien NGC 1546, NGC 1553, IC 2058.
Die Typ-Ia-Supernovae SN 1997ej und SN 2014dn wurden hier beobachtet.
Das Objekt wurde am 8. Dezember 1899 vom US-amerikanischen Astronomen DeLisle Stewart entdeckt.